# Marina interior
Una marina interior és el conjunt d'obres i d'instal·lacions necessàries per comunicar permanentment el mar territorial amb terrenys interiors de propietat privada o de l'administració pública, urbanitzats o susceptibles d'urbanització, a través d'una xarxa de canals, amb la finalitat de permetre la navegació de les embarcacions esportives a peu de parcel·la, dins del marc d'una urbanització marítimo-terrestre.